# Radio FG
Radio FG (vroeger: Fréquence Gaie, Futur Génération en FG DJ Radio) is een Franse private radiozender die werd opgericht in 1981. De zender zendt vooral electrohouse en dance uit. Het is het belangrijkste dj-radiostation van Frankrijk.
Radio FG zendt uit in Frankrijk (21 FM-frequenties), Monaco (1 FM-frequentie), België (online) en Duitsland (DAB+) en is ook via satellietpositie Astra 19,2°O te ontvangen in de rest van Europa.
De muziekprogrammering was oorspronkelijk uitsluitend gewijd aan elektronische undergroundmuziek. Sinds 2001 richt het zich ook op andere, meer toegankelijke muziekstijlen (electrohouse, r&b, lounge en eurodance).
Radio FG zond in België uit op FM: in Antwerpen op 100.2 MHz vanuit de Antwerp Tower sinds 2009. Op 31 december 2017 verloor de zender zijn FM-frequentie door een hervorming van het radiolandschap. Vanaf mei 2015 tot het najaar 2017 werd tevens uitgezonden via DAB+.
In 2021 werd bij de Raad van State een klacht ingediend tegen de licentie van Antwerpse seniorenradio Radio Minerva. FG wil via de procedure opnieuw een FM-frequentie verkrijgen.